# Партизанска болница Фрања
Болница Фрања је била партизанска болница, која се за време народноослободилачког рата, налазила у брдима изнад села Долењог Новака у околини Церкног у Словенији. 

## Оснивање и почетак рад
Болница је формирана новембра 1943. године када је 31. словеначка дивизија НОВЈ морала да евакуише своје рањенике. Место је изабрао доктор Виктор Волчјак, који је и подигао прву болничку бараку у коју су примљени први рањеници.  
Болница је подигнуту у клисури Пасице, која се налазила у близини насеља Горењи Новаки код Церкна.  Болница је ту смештена крајем 1943. од стране лекара  Виктора Волчјака, који је и подигао прву болничку бараку у коју су одмах примљени први рањеници. Ову локацију Волчјака је изабрао, на препоруку мештанина Јанаеза Петернеља. Кључни разлог за оснивање партизанске болнице на овом месту била је неприступачност клисуре.
Водило се рачуна да непријатељ не открије болницу, тако да је постојала специјална екипа која је заметала и најситније трагове који су прављени приликом пребацивања рањеника ноћу до бараке. 
Болница је била је намењена за лечење бораца Деветог корпуса НОВЈ.  
Операције, превијање рањеника, стерилисање и припрема инструмената, израда протеза за инвалиде и припремање хране, обављано је преко дана. 

### Доградња болнице
Након бројних офанзива појавио се већи број рањеника с којима је болница постала претесна. Временом је у неколико месеци  било подигнуто укупно 14 објеката, међу којима су биле бараке за смештај рањеника, операциона сала, просторија за изолацију, лекарске ординације, барака за рендген-апарат… Саграђени су и објекти за смештај бораца, вешерница, столарска радионица, а при крају рата направљена је и импровизована електрична централа.
Како је места међу стенама било мало, болничко особље је, када би се знало да Немци нису у близини, минирало стене и одвајало комад по комад стене и стварало простор за нове бараке. Осигурање болнице били су бункери са митраљезима који су се налазили око ње, и специјалне земунице у које би се, у случају напада, евакуисали рањеници. 
Болницу у којој је лечено готово хиљаду рањених партизана, непријатељ није пронашао до краја рата.